# Mesostoma vernale
Mesostoma vernale är en plattmaskart. Mesostoma vernale ingår i släktet Mesostoma och familjen Typhloplanidae. Inga underarter finns listade i Catalogue of Life.